# Жувентус (футбольный клуб, Сан-Паулу)
«Клуб Атлетико Жувентус» или просто «Жувентус» (порт. Clube Atlético Juventus) — бразильский футбольный клуб из города Сан-Паулу. В настоящий момент клуб выступает в Серии A2 чемпионата штата Сан-Паулу.

## История
Основан 20 апреля 1924 года. В 1983 году клуб добился наибольшего успеха в своей истории, победив в Серии B чемпионата Бразилии.

## Достижения
- Чемпион Серии B Бразилии (1): 1983
- Победитель турнира начала чемпионата Паулиста: 1986